# 上郑乡
上郑乡，中国浙江省台州市黄岩区下辖的一个街道。

## 行政区划
上郑乡现辖：
山田村、下郑村、蒋东岙村、岭后村、上郑村、毛家村、小英山村、石墩村、文新村、乌丝坑村、直坑村、石碾村、农林村、萌菜洋村、垟头庄村、下庙村、干坑村、抱料村、坑口村、栗树坑村、黄坦村、下余村、大溪村和大溪坑村。